# Hutki (Petite-Pologne)
Pour les articles homonymes, voir Hutki.
Hutki est une localité polonaise de la gmina de Bolesław, située dans le powiat d'Olkusz en voïvodie de Petite-Pologne.